# Kazincbarcikai SC
A Kolorcity Kazincbarcika SC a magyar labdarúgó bajnokság első osztályában szereplő Borsod-Abaúj-Zemplén vármegyei egyesület.

## Története

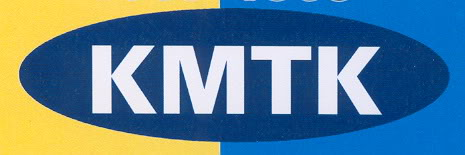
A Kazincbarcikai MTK címere

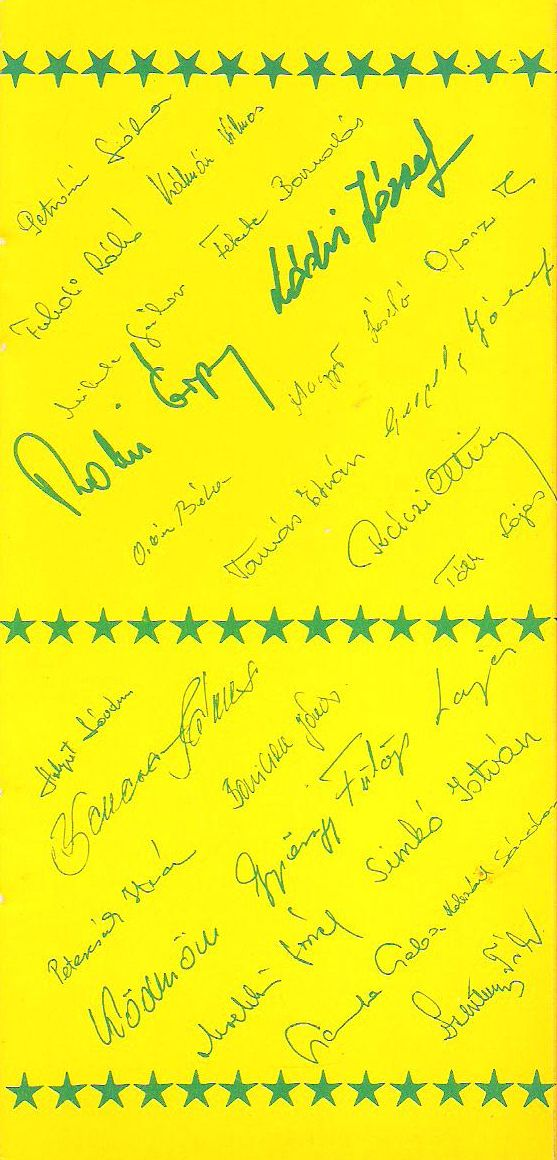
A KVSE vezetőinek és a labdarúgócsapat tagjainak aláírása (1977/1978.)

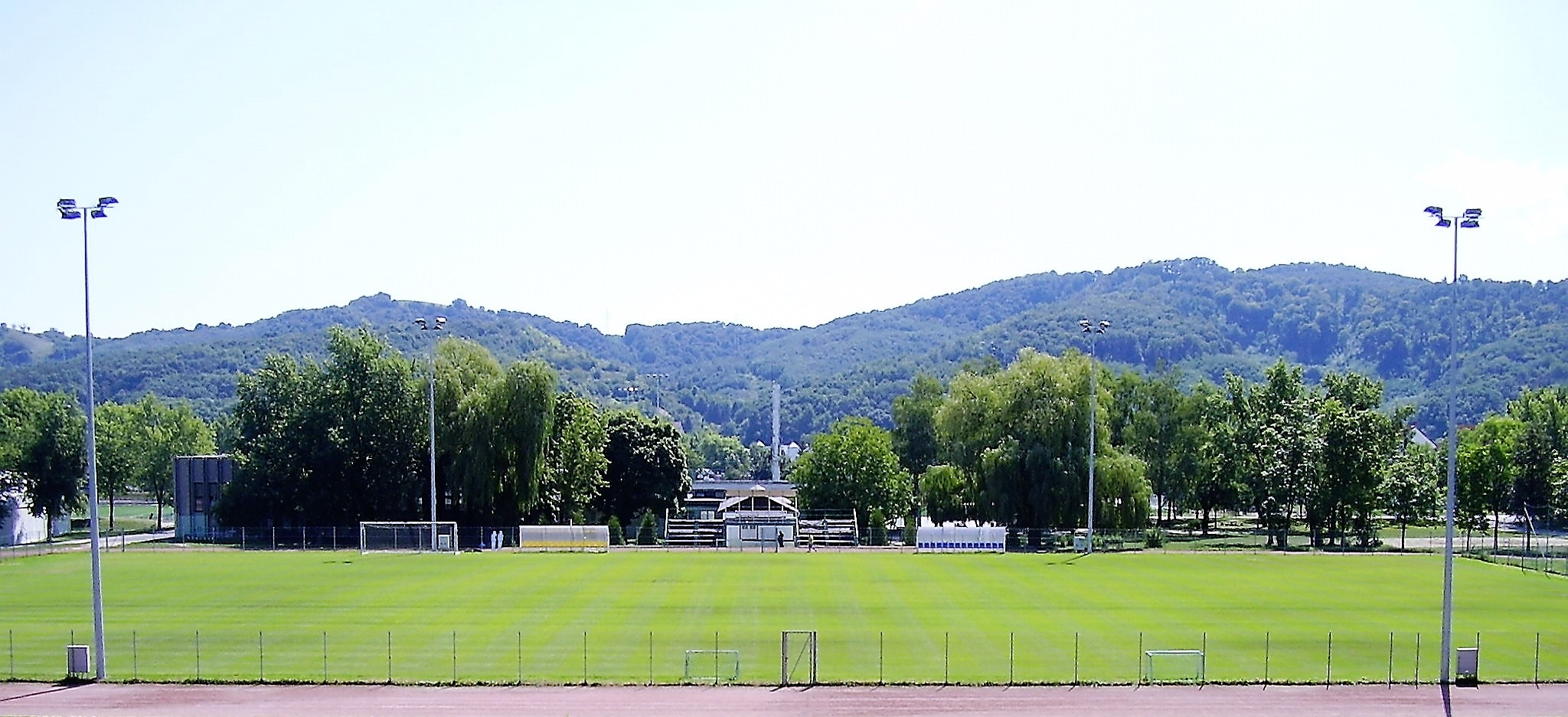
A KVSE labdarúgó stadionja 2017-ben

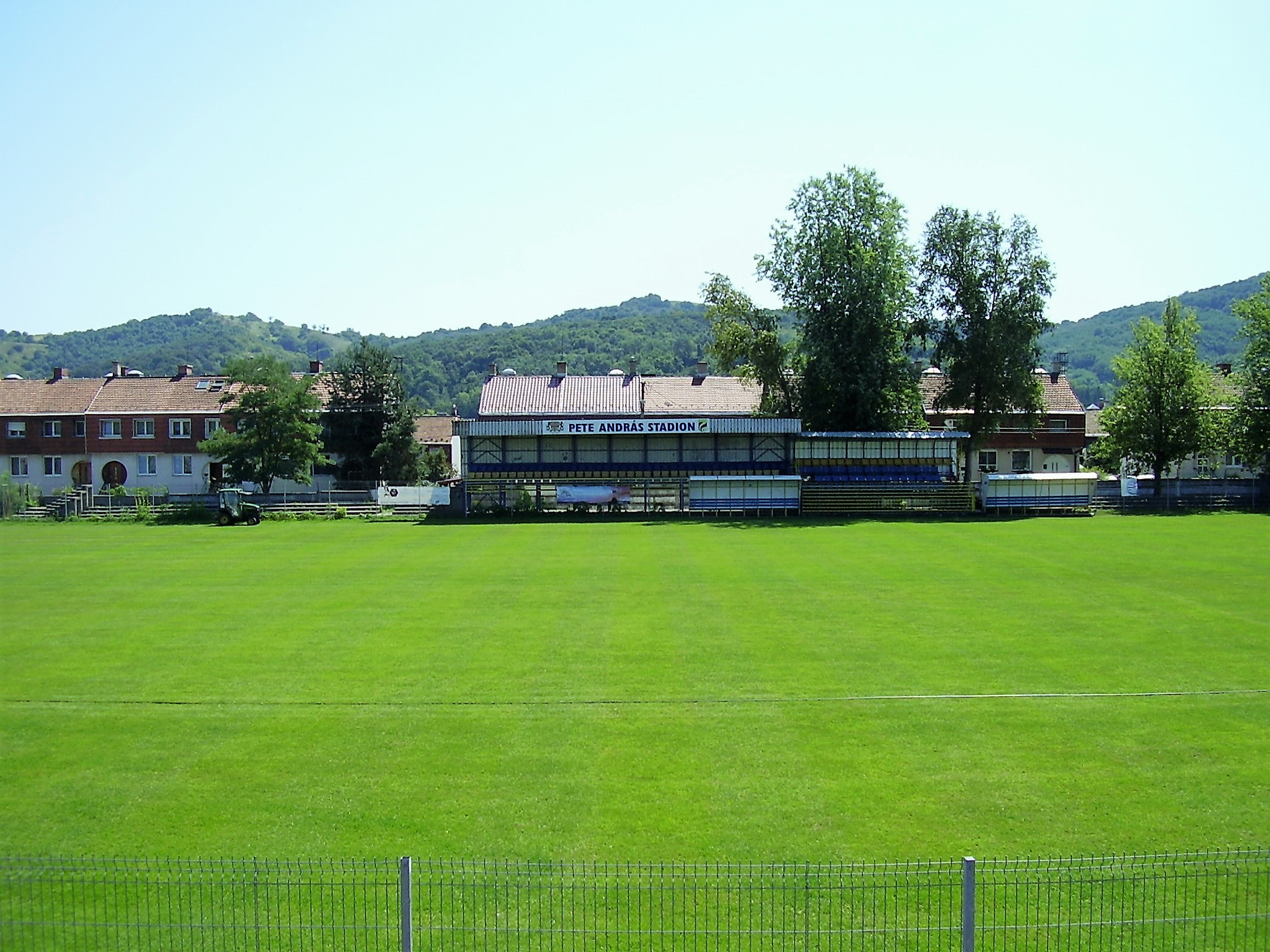
A Pete András Stadion

A labdarúgó egyesület együtt fejlődött Kazincbarcikával. A foci már a várossá nyilvánítás előtt is népszerű volt, a dinamikusan épülő településen pedig egyre nagyobb igény mutatkozott a sportágra. A labdarúgás helyi szerelmesei 1957-től a KMTK, 1968-tól a KVSE, 1993-tól a KBSC csapatáért szoríthattak hétről hétre. Az egyesület – noha a név háromszor is változott – az elmúlt fél évszázadban ugyanazt a szellemiséget képviselte: a labdarúgók és a szakvezetés egy célért küzdöttek, azért, hogy Kazincbarcika városa büszke lehessen az együttesre.
A rajongók ötven év alatt négy bajnoki címnek örülhettek. Láthattak olyan labdarúgók szárnypróbálgatásait, akikből később olimpiai, felnőtt vagy ifjúsági válogatott lett. Itt kezdte pályafutását Lipcsei Péter, Komlósi Ádám, Pollák Zoltán.
Hét egykori kazincbarcikai labdarúgó az NB I-ben eljutott a bajnoki címig; az FC Portóban idegenlégióskodó Lipcsei Péternek pedig az is sikerült, ami kevés labdarúgónak: egyszer külföldön is nyakába akasztották a bajnoki aranyérmet.
A csapat szurkolói 1982-ben és 1990-ben az MTK, illetve a Bp. Honvéd elleni osztályozó mérkőzésen az NB I-be való feljutásért szoríthattak. A KVSE 1991-ben ismét sporttörténelmet írt: a gárda a Magyar Kupa négy legjobb együttese között szerepelt. 2013-ban újból megalakult a Yellow Angels ultra csoport, amely körülbelül harminc tagot tudhat sorai között.

### Bajnoki helyezések 1957-től 1980-ig[2]
| Évek        | Osztály              | Csapatnév | Helyezés |
| ----------- | -------------------- | --------- | -------- |
| 1957/1958.  | NB III Észak         | KMTK      | 8.       |
| 1958/1959.  | NB III Észak         | KMTK      | 15.      |
| 1959/1960.  | Megyei bajnokság     | KMTK      | 3.       |
| 1960/1961.  | Megyei bajnokság     | KMTK      | 1.       |
| 1961/1962.  | NB III északkelet    | KMTK      | 9.       |
| 1962/1963.  | NB III Északkelet    | KMTK      | 6.       |
| 1963 ősz    | NB III Északkelet    | KMTK      | 9.       |
| 1964        | NB III Északkelet    | KMTK      | 3.       |
| 1965        | NB III Északkelet    | KMTK      | 6.       |
| 1966        | NB III Északkelet    | KMTK      | 2.       |
| 1967        | NB II Közép csoport  | KMTK      | 12.      |
| 1968        | NB II Közép csoport  | KMTK      | 4.       |
| 1969        | NB II Észak          | KVSE      | 4.       |
| 1970 tavasz | NB II Észak          | KVSE      | 2.       |
| 1970/1971.  | NB II Észak          | KVSE      | 4.       |
| 1971/1972.  | NB II Észak          | KVSE      | 4.       |
| 1972/1973.  | NB II Észak          | KVSE      | 2.       |
| 1973/1974.  | NB II Észak          | KVSE      | 3.       |
| 1974/1975.  | NB III Északkelet    | KVSE      | 6.       |
| 1975/1976.  | NB III Északkelet    | KVSE      | 6.       |
| 1976/1977.  | NB III Északkelet    | KVSE      | 1.       |
| 1977/1978.  | NB II                | KVSE      | 4.       |
| 1978/1979.  | NB II Keleti csoport | KVSE      | 5.       |
| 1979/1980.  | NB II Keleti csoport | KVSE      | 10.      |

### Az elmúlt ötven év főbb eseményei időrendben (1957–2007)
- Az ötvenes évek tucatnyi – főleg labdarúgást működtető – sportegyesülete közül a Vasas és a Szikra szerepelt sikeresen a bajnokságokban, lényegében ők tekinthetők a csapat elődjeinek.
- Kazincbarcika 1954-ben városi rangot kapott. A két legjelentősebb klub a Szikra és a Vasas rivalizálása nem tudta az új város lakóinak sportigényét kielégíteni ezért a város vezetőinek és a bázisvállalatok közös akaratából fuzionált a két egyesület. 1957. június 26-án megalakult a Kazincbarcikai Munkás Testedző Kör (KMTK). A sportegyesület tíz szakosztályt működtetett. Az újonnan létrehozott labdarúgócsapat piros-fehér színű szerelésben játszott. A Vasas által kiharcolt III. osztályú szereplést a KMTK örökölte, és az NB III-ban indulhatott az 1957/58-as bajnokságban.
- 1966-ban a remek szereplésnek köszönhetően a csapat kivívta a második helyet a tabellán és ezzel feljutott az NB II-be.
- A KMTK 1968. január 17-én elnökségi ülést tartott. Ekkor döntöttek a csapat új mezszínéről, mely kék-sárga lett, és a tagdíjfizetésről is.
- 1968. december 2-án közgyűlési határozat alapján a csapat nevét Kazincbarcikai Vegyész Sport Egyesületre (KVSE) változtatták.
- 1974-ben Utánpótlás Európai-bajnoki elődöntőt rendeztek Kazincbarcikán (Magyarország – Szovjetunió 2:0), amelyet 15 000 néző tekintett meg a helyszínen.
- 1976/77-es szezonban a KVSE 101 gólt szerzett, ez a klub rekordja, amiből Magyar Balázs egyedül 32-t vállalt, ez is barcikai csúcs!
- Az 1981/82-es szezon mondható a barcikai labdarúgás legsikeresebb szakaszának, ugyanis a Keleti csoport bajnoki címét elhódítva osztályozót lehetett játszani az NB I-es tagságért Az osztályozó azonban vereséggel végződött.
- 1985/86: a nagyon rosszul kezdődő szezon utolsó hellyel és az ezzel együtt járó kieséssel végződött.
- 1987-ben egy év NB III-as kitérő után ismét az NB II-ben szerepelhetett a csapat.
- 1989/90: A barcikai csapat ezüstérmes lett a bajnokságban, ami azt is jelentette, hogy a klub – fennállása óta másodszor – osztályozót vívhatott az NB I-es tagságért. A feljutás sajnos ismét elmaradt.
A KVSE fiatal labdarúgója, Lipcsei Péter az FTC szakosztályelnök Magyar Zoltán invitálására négyéves szerződést kötött a Fradival. A játékos a Kazincbarcikai Közélet újságban köszönte meg a KVSE-vezetők a szurkolók bizalmát, szeretetét.
- 1990/91: A csapat a Magyar Kupa mérkőzésein mutatott remek teljesítmények köszönhetően, a legjobb négy csapat közé küzdötte magát.
- A BorsodChem megszüntette a sport támogatását. A gyárban nincs sportállás, és az évi 27 milliós segítséget is 15 millióra csökkentették. A KVSE 1993. január 1-jétől kettévált. Megalakult a Kazincbarcikai Városi SE és a Kazincbarcikai Sport Club (KBSC). A KVSE-hez került a ritmikus gimnasztika, birkózás, súlyemelés és az atlétika. A KBSC a csapatsportokat irányította, a labdarúgást és a röplabdát. A röplabda szakág egy év után önállósodott.
- 1998 júniusában megalakult a KBSC FC Kft.
- A KBSC költségvetése 2000. január 1-jétől jelentősen csökkent. A vezetőség a játékosok prémiumát halasztva szerette volna kifizetni, de nem minden játékos vállalta ezt.
- 2000 ősze: A barcikai csapat amatőr játékosokkal indult neki a bajnokságnak. Ennek oka a januári költségvetés-csökkenés volt. Karajz Miklós klubelnök nyilatkozata a bajnokság indulásakor: Fontos cél, hogy ne hozzunk szégyent a városra!
Később megmentőre talált a csapat. Együttműködik a jövőben az MTK és a KBSC. A fővárosi klub és Kazincbarcika önkormányzata között öt évre szóló megállapodás jött létre. Az MTK ellátja sportfelszereléssel a barcikai klub első, és korosztályos csapatait. Ha tehetséges fiatal játékos tűnik fel Barcikán, arra az MTK igényt tarthat.
- 2006. augusztus 3-án új vezetőség vette át a kft. irányítását. Az új tulajdonos Keller József lett, akinek köszönhetően a barcikai labdarúgás színvonala újra emelkedésnek indult.

### 2009-től
| Szezon  | Osztály | Bajnokság               | Helyezés |
| ------- | ------- | ----------------------- | -------- |
| 2009–10 | 2       | NB II. keleti csoport   | 12.      |
| 2010–11 | 2       | Ness Hungary keleti cs. | 11.      |
| 2011–12 | 2       | Ness Hungary keleti cs. | 13.      |
| 2012–13 | 2       | Ness Hungary keleti cs. | 15.      |
| 2013–14 | 3       | NB III. keleti csoport  | 2.       |
| 2014–15 | 3       | NB III. keleti csoport  | 4.       |
| 2015–16 | 3       | NB III. keleti csoport  | 6.       |
| 2016–17 | 3       | NB III. keleti csoport  | 1.       |
| 2017–18 | 2       | Merkantil Bank Liga     | 17.      |
| 2018–19 | 2       | Merkantil Bank Liga     | 9.       |
| 2019–20 | 2       | Merkantil Bank Liga     | 14.      |
| 2020–21 | 2       | Merkantil Bank Liga     | 18.      |
| 2021–22 | 3       | NB III. keleti csoport  | 1.       |
| 2022–23 | 2       | Merkantil Bank Liga     | 14.      |
| 2023–24 | 2       | Merkantil Bank Liga     | 10.      |
| 2024–25 | 2       | Merkantil Bank Liga     | 2.       |

2008/09: A gárda a másodosztályú bajnokságot az elmúlt 20 év legjobb bajnoki szereplését produkálva az 5. helyen zárta.
2009 nyarán ismét hatalmas változások következtek be. Kádár Zsolt ügyvezető távozott, helyét Kőrösi Róbert vette át. A hírek arról szóltak, hogy az új tulajdonos pedig a műfüves pályák építésével foglalkozó Harmonia Nice Light kft. lesz, azonban Keller József úr végül László Jánosnak adta át a csapatot. Az őszi szezonban a nyáron távozó számtalan játékos helyett, az NB III-ban és megyei első osztályban szereplő volt KBSC játékosokból verbuvált csapat nyújtott harmatos teljesítményt, ennek következményeként a klub a tabella alsó harmadába zuhant.
2010 elején visszatért a csapathoz Kádár Zsolt és áldozatos munkájával a Puskás Ferenc Labdarúgó Akadémia 3 éves közös megállapodást kötött a klubbal, melynek részletei itt olvashatók. A sikeres együttműködés  értelmében hamarosan barcikai játékosok kerülhettek Felcsútra. A szerződésnek anyagi vonzata is volt, ami tovább erősítette a klubot. Ezt a szerződést hamar felváltotta egy másik, amely a Diósgyőrrel köttetett. A szakmai vezetés ismét változott, immáron Szabó János a vezetőedző, a tulajdonos továbbra is László János.
A csapat a 2012/13-as szezonban – az utolsó kétcsoportos másodosztályú bajnokságban, melyben csupán az első 6 csapat volt biztos bentmaradó, a 7-8. helyezett pedig osztályozóra kényszerült – Kiprich József irányításával bár jól kezdte a szezont (többek között a Vasast is legyőzte 1:0 arányban az őszi fordulóban), tavaszi harmatos teljesítményének köszönhetően csupán a 15. helyen zárt, így kiesett a harmadosztályba.
A 2013/14-es harmadosztályú bajnokság Keleti csoportját a DVSC fiókcsapata, a Létavértes dominálta, és nyerte el a bajnoki címet, a Kazincbarcika pedig a második helyen végzett, így nem nyert jogot az azonnali visszajutásra. Reménysugár csillant azonban, miután a Létavértes adminisztrációs hibából kifolyólag nem igényelt licencet a másodosztályú bajnokságra, és így szükséges volt a helyét feltölteni; az MLSZ azonban nem a Keleti csoport második helyezettjét, a Kazincbarcikát, hanem a Közép csoport másodikját, a Kazincbarcikánál néhány ponttal többet szerző Szegedet kérte fel a másodosztályú indulásra. Ezután két szezonnyi harmadosztályú középmezőny következett a csapat számára.
A 2016/17-es szezonban az NB III Keleti csoportjában már a 31. fordulót követően megnyerte a KBSC a bajnokságot.
A 2017–2018-as szezonban az Merkantil Bank Ligában Vitelki Zoltán irányítása mellett az őszi fordulókat kiválóan kezdte a csapat: az első 10 mérkőzésből hetet megnyert (2 döntetlen és 1 vereség mellett). A hazai mérkőzéseket Tiszaújvárosban, 2018. április 22-től Putnokon játszották. A bajnokság végén a csapat 44 ponttal a 17. helyen végzett (12 győzelemmel, 8 döntetlennel és 18 vereséggel; gólarány: 39:56).
A 2018–2019-es szezonban az Merkantil Bank Ligában 56 ponttal a 9. helyen végeztek (16 győzelemmel, 8 döntetlennel és 14 vereséggel; gólarány: 59:50). A hazai mérkőzéseket ebben a szezonban is Putnokon a 
Várady Béla Sportközpontban játszották.
A Magyar Labdarúgó-szövetség 2020. május 4-én elnökségi ülésén döntött arról, hogy a 2019–2020-as bajnokság nem folytatódik, a bajnokság elmaradt és hátralévő mérkőzéseit nem rendezik meg. A bajnoki táblázat akkori állapota a záró táblázat, a bajnokság hivatalos végeredmény nélkül zárult le. Így a KBSC 33 ponttal a 14. helyen zárta a csonka idényt (27 mérkőzésből 8 győzelemmel 9 döntetlennel és 10 vereséggel; gólarány: 33–38). A hazai mérkőzéseket ebben a szezonban is Putnokon a Várady Béla Sportközpontban játszották.
2020 nyarától a labdarúgócsapat Kolorcity Kazincbarcika SC néven indul a bajnokságban, és a hazai mérkőzéseit a megújult stadionban játssza. A 2020-2021-es idény végén a csapat kiesett a másodosztályból.
A 2021–22-es harmadosztályú szezonnak ismét a Keleti csoportban vágott neki a Barcika, Varga Attila edző irányításával, és több, másod- vagy akár első osztályú rutinnal rendelkező új játékos leigazolásával. Az idényt 2022. május 29-én bajnokcsapatként – 18 pontos előnnyel –, 101 ponttal zárták (32 győzelem, 5 döntetlen és 1 vereség), 106–24-es gólaránnyal, visszajutottak az NB II-be.
A 2024–25-ös idényben történelmi sikert ért el a Kolorcity Kazincbarcika SC, az NB II második helyén végeztek, és feljutottak az első osztályba. (53 ponttal zárták a szezont, 30 mérkőzésükből 14-et megnyertek, 11 döntetlen mellett csupán 5-ször szenvedtek vereséget. Gólarányuk a másodosztályban a legjobb volt: 51–30).

## Bajnoki aranyérmek

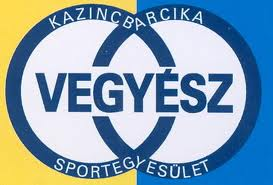
Kazincbarcikai Vegyész Sportegyesület (KVSE) jelvénye

## Bajnoki aranyérmek[12]
| Évszám   | Bajnokság, eredmény, csapatnév                              |
| -------- | ----------------------------------------------------------- |
| 1960/61. | Megyei bajnokság: 1. hely – KMTK                            |
| 1976/77. | NB III Északkelet: 1. hely – KVSE                           |
| 1981/82. | NB II Keleti csoport: 1. hely – KVSE                        |
| 1986/87. | Területi bajnokság: 1. hely – KVSE                          |
| 2016/17. | NB III Keleti csoport: 1. hely – KBSC                       |
| 2021/22. | NB III Keleti csoport: 1. hely – Kolorcity Kazincbarcika SC |

## Híres játékosok
- Bíró Szabolcs
- Deszatnik Péter
- Elek Ákos
- Kondás Elemér
- Komlósi Ádám
- Lipcsei Péter
- Pollák Zoltán
- Weimper István
- Zabos Attila
- Szergej Pacaj

## Vezetőedzők
- Pribelszki Gyula (1961–1963)
- Anocskai László (1964)[13]
- Papp József (1965–1967)
- Pete András (1967–1968)
- Molnár Péter (1968–1969)[14]
- Nagy György (1970–1971)[15]
- Turay András (1972–1974)[16]
- Pete András (1974–1976)[17]
- Cservenka Csaba (1976)
- Szentmarjay Tibor (1976–1981)
- Frenkó László (1981–1984)[18]
- Sáfrány István mb. (1984)[19]
- Bencsik Gyula (1984–1985)[20]
- Sáfrány István mb. (1985)[21]
- Kaszás Gábor (1985–1986)[22]
- Balázs András (1986–1988)[23]
- Varga Zoltán (1988–1991)[24]
- Vígh Tibor (1991–1992)[25]
- Kálmán Vilmos (1992–1993)[26]
- Lipcsei Imre (1994–1996)[27]
- Kálmán Vilmos (1996–1997)[28]
- Koleszár György (1997–1998)[29]
- Kádár Zsolt (1998–1999)[30]
- Kálmán Vilmos (1999–2000)[31]
- Kádár Zsolt (2000–2001)[32]
- Koleszár György (2002–2003)[33]
- Kálmán Vilmos (2003–2004)[34]
- Kádár Zsolt (2004–2007)[35]
- Kocsi József (2007–2008)
- Koleszár György (2008–2009)
- Kálmán Vilmos (2009)
- Kőrösi Gábor mb. (2009)
- Kocsi József (2010)
- Kádár Zsolt (2010)
- Orlóczki Tibor (2011)
- Szabó János (2011–2012)
- Kiprich József (2012–2013)[36]
- Borbély Péter (2013–2014)[37]
- Koleszár György (2014)[38]
- Vincze Richárd mb. (2014)[39]
- Gálhidi György (2014–2015)[40]
- Huszák Géza (2015)[41]
- Vincze Richárd és Komlósi Ádám (2015–2016)[42]
- Koleszár György (2016–2017)[43]
- Vitelki Zoltán (2017–2018)[44]
- Koleszár György mb. (2018)[45]
- Gálhidi György (2018–2019)[46]
- Dzurják József (2019–2020)[47]
- Boér Gábor (2020)[48]
- Vitelki Zoltán (2020)[49]
- Pacsi Bálint (2020–2021)[50]
- Kriston István (2021)
- Varga Attila (2021–2023)[51]
- Csábi József (2023–2024)
- Erős Gábor (2024–2025)
- Kuttor Attila (2025–)

## Játékoskeret
Utolsó módosítás: 2024. február 28.
A vastaggal jelzett játékosok felnőtt válogatottsággal rendelkeznek.
A dőlttel jelzett játékosok kölcsönben szerepelnek a klubnál.
*Kooperációs szerződéssel játszik a Diósgyőri VTK csapatától.
| Mezszám                | Név               | Nemzetiség    | Születési hely | Születési idő (kor)            | Korábbi csapat                 | Érték (€) | Szerződés lejárta |
| Kapusok                | Kapusok           | Kapusok       | Kapusok        | Kapusok                        | Kapusok                        | Kapusok   | Kapusok           |
| ---------------------- | ----------------- | ------------- | -------------- | ------------------------------ | ------------------------------ | --------- | ----------------- |
| 1                      | Megyeri Gábor     | HUN           | Budapest       | 1996. július 2. (29 éves)      | Dabas-Gyón FC                  | 50 000    | 2024.06.30.       |
| 22                     | Bánhegyi Bogdán*  | HUN           | Miskolc        | 2004. február 20. (21 éves)    | Diósgyőri VTK II               | 50 000    | 2024.06.30.       |
| 52                     | Király Mátyás     | HUN           | Berlin         | 2004. július 4. (21 éves)      | Király SE                      | -         | Nem publikus      |
| Védők                  |                   |               |                |                                |                                |           |                   |
| 5                      | Szekszárdi Milán  | HUN           | Szekszárd      | 2001. február 8. (24 éves)     | Paksi FC II                    | 100 000   | 2024.06.30.       |
| 6                      | Heil Valter       | HUN · román   | Bukarest       | 1990. február 11. (35 éves)    | Olimpia Satu Mare              | 50 000    | Nem publikus      |
| 11                     | Ferencsik Bálint* | HUN           | Miskolc        | 2005. szeptember 24. (19 éves) | Diósgyőri VTK II               | 50 000    | 2024.06.30.       |
| 16                     | Süttő Attila      | HUN           | Kazincbarcika  | 1997. december 24. (27 éves)   | Jászberényi FC                 | 75 000    | Nem publikus      |
| 18                     | Ternován Patrik   | HUN           | Miskolc        | 1997. június 10. (28 éves)     | Soroksár SC                    | 100 000   | 2025.06.30.       |
| 24                     | Papp Milán        | HUN           | Szeged         | 2001. december 20. (23 éves)   | Győri ETO FC                   | 125 000   | Nem publikus      |
| 77                     | Kotula Máté       | HUN           | Szolnok        | 2001. október 18. (23 éves)    | Mezőkövesd Zsóry FC            | 125 000   | 2024.06.30.       |
| 91                     | Dobozi Krisztián  | román         | Kézdivásárhely | 2004. november 29. (20 éves)   | ACS Sepsi OSK Sepsiszentgyörgy | 100 000   | 2024.06.30.       |
| Középpályások          |                   |               |                |                                |                                |           |                   |
| 7                      | Ádám Ferenc       | HUN           | Miskolc        | 1997. szeptember 22. (27 éves) | Putnok VSE                     | 75 000    | Nem publikus      |
| 8                      | Kártik Bálint     | HUN           | Berettyóújfalu | 1997. április 18. (28 éves)    | Pécsi Mecsek FC                | 100 000   | Nem publikus      |
| 10                     | Szabó Balázs      | HUN           | Kazincbarcika  | 1995. október 28. (29 éves)    | Szolnoki MÁV FC                | 50 000    | Nem publikus      |
| 13                     | Csilus Tamás      | HUN           | Budapest       | 1995. május 8. (30 éves)       | Szombathelyi Haladás           | 125 000   | Nem publikus      |
| 14                     | Csatári Gergő*    | HUN           | Debrecen       | 2003. február 26. (22 éves)    | Diósgyőri VTK II               | 100 000   | 2024.06.30.       |
| 15                     | Székely Krisztián | HUN · román   | Nagybánya      | 1998. november 29. (26 éves)   | HC Minaur Baia Mare            | 25 000    | Nem publikus      |
| 28                     | Fejes Ádám        | HUN           | Kazincbarcika  | 2005. június 3. (20 éves)      | Utánpótlásból került fel       | 10 000    | Nem publikus      |
| 61                     | Demeter Milán*    | HUN           | Miskolc        | 2005. február 21. (20 éves)    | Diósgyőri VTK II               | -         | 2024.06.30.       |
| 70                     | Pekár László      | HUN           | Szolnok        | 1993. január 20. (32 éves)     | Nyíregyháza Spartacus FC       | 100 000   | Nem publikus      |
| Támadók                |                   |               |                |                                |                                |           |                   |
| 9                      | Patrick Gante     | román         | Nagyvárad      | 2004. február 15. (21 éves)    | SV Lafnitz                     | 25 000    | Nem publikus      |
| 17                     | Kurdics Levente   | HUN           | Szolnok        | 2002. december 5. (22 éves)    | Szolnoki MÁV FC                | 75 000    | Nem publikus      |
| 19                     | Pethő Bence       | HUN           | Kapuvár        | 1998. november 1. (26 éves)    | Gyirmót FC Győr                | 100 000   | Nem publikus      |
| 29                     | Vincze Dániel*    | HUN           | Eger           | 2004. május 7. (21 éves)       | Diósgyőri VTK II               | 10 000    | 2024.06.30.       |
| 39                     | Jurek Gábor*      | HUN           | Szikszó        | 2004. június 4. (21 éves)      | Diósgyőri VTK                  | 300 000   | 2024.06.30.       |
| 74                     | Pinte Patrik      | szlovák · HUN | Somorja        | 1997. január 6. (28 éves)      | FC ViOn Zlaté Moravce          | 150 000   | Nem publikus      |
| Kölcsönadott Játékosok |                   |               |                |                                |                                |           |                   |
| Név                    | Poszt             | Nemzetiség    | Születési hely | Születési idő (kor)            | Korábbi csapat                 | Érték (€) | Szerződés lejárta |
| Székely Dávid          | támadó            | HUN           | Karcag         | 1996. május 15. (29 éves)      | Karcagi SE                     | 50 000    | 2024.06.30.       |

## Klubvezetés
2024. február 28-án lett frissítve.
| Ügyvezető igazgató | Wächter Balázs      |
| Sportigazgató      | Vég Csongor         |
| Vezetőedző         | Kuttor Attila       |
| Másodedző          | Simon László        |
| Videóelemző        | Simon László        |
| Másodedző          | Sorin Cigan         |
| Erőnléti edző      | Dobos Attila        |
| Kapusedző          | Botló Ádám          |
| Technikai vezető   | Zabos Attila        |
| Fizioterapeuta     | Rácz Anna           |
| Gyógytornász       | Rácz Anna           |
| Sportmasszőr       | Tóth Marcell József |
| Sportmasszőr       | Siska Gábor         |

### Utánpótlásedzők
- U-19: Korolovszky György
- U-17: Harnócz Róbert és Kálmán Vilmos
- U-15: Balogh József és Kálmán Vilmos
- U-14: Asszony Béla
- U-12-13: Iván Kornél és Kálmán Vilmos / Fehér Balázs és Pál-Kutas József
- Grund csoport: Pál-Kutas József
- U-10-11: Kovács Attila
- U-9: Kazvinszki Jácint és Veres Réka
- U-7: Erdei János, Erdei Bence és Pál-Kutas József